# Danmark i olympiska sommarspelen 1932
Danmark deltog med 43 deltagare vid de olympiska sommarspelen 1932 i Los Angeles. Totalt vann de sex medaljer och slutade på tjugonde plats i medaljligan.

## Medaljer

### Silver
- Abraham Kurland - Brottning, grekisk-romersk stil, lättvikt
- Henry Hansen, Leo Nielsen och Frode Sørensen - Cykling, linjelopp lag
- Svend Olsen - Tyngdlyftning, lätt tungtvikt

### Brons
- Peter Jørgensen - Boxning, lätt tungtvikt
- Harald Christensen och Willy Gervin - Cykling, 2000 m tandem
- Else Jacobsen - Simning, 200 m bröstsim